# Покровское (Суворовский район)
Покро́вское — деревня в Суворовском районе Тульской области России. 
В рамках административно-территориального устройства входит в Балевскую сельскую территорию Суворовского района, в рамках организации местного самоуправления входит в Северо-Западное сельское поселение.

## География
Расположена в 13 км к северо-западу от районного центра, города Суворов. В 1,3 км от автодороги Р95. В деревне находится безымянное озеро площадью 0,2 га.

## Население
| 2010 |
| ---- |
| 24   |

## История
В 1859 году в Покровском находилось 14 дворов и проживало 176 человек. Из-за отсутствия в непосредственной близости водных объектов, водоснабжение деревни осуществлялось через колодцы. В селе была одна церковь.

### Карты
Деревня на карте 1782 года Архивная копия от 19 января 2019 на Wayback Machine

Деревня на карте 1785 года Архивная копия от 21 января 2019 на Wayback Machine

Деревня на карте 1941 года Архивная копия от 19 января 2019 на Wayback Machine